# Graal-Müritz
Graal-Müritz es un municipio situado en el distrito de Rostock, en el estado federado de Mecklemburgo-Pomerania Occidental (Alemania), a una altitud de 2 metros. Su población a finales de 2016 era de 4 000 habitantes y su densidad poblacional, 500 hab/km².